# Marcin Kaczmarski (politolog)
Marcin Kaczmarski (ur. 1979) – polski politolog, badacz stosunków międzynarodowych.

## Życiorys
Ukończył na Uniwersytecie Warszawskim Instytut Stosunków Międzynarodowych (2003) i Studium Bezpieczeństwa Narodowego (2003). W 2007 obronił doktorat nauk humanistycznych w zakresie nauki o polityce na podstawie pracy Stosunki Federacji Rosyjskiej ze Stanami Zjednoczonymi Ameryki w latach 1991–2004 w świetle paradygmatu realistycznego (promotor: Ryszard Zięba). Habilitował się w dziedzinie nauk społecznych w dyscyplinie nauk o polityce w 2017, przedstawiając dorobek naukowy oraz dzieło Stosunki rosyjsko-chińskie w pokryzysowym porządku międzynarodowym.
Zainteresowania naukowe Kaczmarskiego obejmują: politykę zagraniczną i bezpieczeństwa Rosji, stosunki międzynarodowe na obszarze posowieckim, teorię stosunków międzynarodowych (zwłaszcza szkołę społeczności międzynarodowej), teorię polityki zagranicznej.
Zawodowo związany z macierzystym instytutem. Przebywał jako profesor wizytujący na Aberystwyth University (2012–2013) i American University of Central Asia w Biszkeku oraz visiting fellow w Slavic-Eurasian Research Center Uniwersytetu Hokkaido (2016–2017) tudzież Aleksanteri Institute Uniwersytetu Helsiński (2017). W latach 2006–2012 pracował jako analityk w zespole rosyjskim Ośrodka Studiów Wschodnich, zaś od 2014 jako kierownik projektu Chiny-UE. Wykładowca Uniwersytetu w Glasgow.

## Publikacje książkowe
- Rosja na rozdrożu: polityka zagraniczna Władimira Putina, Warszawa: „Sprawy Polityczne”, 2006.
- Bezpieczeństwo energetyczne Unii Europejskiej, Warszawa : Wydawnictwa Akademickie i Profesjonalne, 2010.
- Z prądem rzeki. Międzynarodowe spory wodno-energetyczne na przykładzie Azji Centralnej, Warszawa: Rambler, 2012, ISBN 978-83-62751-11-2 (wspólnie z Szymonem Kardasiem).
- Russia-China Relations in the Post-Crisis International Order, Routledge, 2015, ISBN 978-1-138-79659-1.